# 普通高等教育専科昇本科考試
普通高等教育専科昇本科考試（中国語：普通高等教育专科升本科考试）は、中華人民共和国の大学編入試験統一入試のこと。略称「専昇本」。各省が試験を行う。大学専科（日本の短大や専門学校に当たる）の３年生が試験を受けて、四年制大学の3年次編入資格を得る試験となる。
中国の専科大学の卒業見込み者が受験でき、試験を突破すれば四年制大学の3年次へ編入し、２年をかけて大卒の資格を得られ、その後、大学院進学もできる。専科大学の学生にとって、（仮面浪人や大学再受験しない限り）通学制大卒を取る唯一の道である（通信制大卒は別に取るルートがある）。

## 参考资料
1. ↑  黄, 梅英 (2003-03). “中国の高等教育における学生の移動と学歴の接続システム : 専科から本科への進学を中心に”. 学位研究 (17):  91–107. ISSN 0919-6099.
2. ↑  南部, 広孝 (2018). “中国の高等教育における卒業と学位”. 留学交流（ウェブマガジン） Vol.90:  44–54.
3. ↑  “CHSI　中国教育コラム”. www.chsi.jp. 2025年3月6日閲覧。